# Le Dernier Bar avant la fin du monde
Ne doit pas être confondu avec Le Dernier Pub avant la fin du monde ou Le Dernier Restaurant avant la fin du monde.
Le dernier bar avant la fin du monde est un bar parisien créé en 2012, en référence au roman Le Dernier Restaurant avant la fin du monde de Douglas Adams, et dédié principalement aux cultures de l’imaginaire. Il est exploité par la société Victoria Square.

## Histoire
Le concept a été imaginé par Cédric Littardi et Addy Bakhtiar et le bar est ouvert depuis le 28 août 2012 après une ouverture « alpha » le 8 juin 2012. La clientèle se compose principalement de « hordes de fanas d’heroic fantasy et de mordus de SF. » En 2013, le bar revendique une fréquentation de 3 500 clients par semaine.
Il s’est ouvert un nouveau Dernier Bar avant la Fin du Monde à Lille avec une ouverture en alpha le 9 avril 2015.

## Espaces thématiques
Le Dernier Bar avant la Fin du Monde de Paris comporte une terrasse, un rez-de-chaussée steampunk avec des références à Indiana Jones et à L'Appel de Cthulhu. Le sous-sol comporte une salle nommée Singularity où ont souvent lieu des conférences, des dédicaces et des performances, dans une ambiance futuriste évoquant Stargate. On trouve[style à revoir] également un niveau dénommé Nexus avec un bar secondaire d’ambiance cyberpunk à la Blade Runner, un Spatio Bar Space opéra, un bunker anti-zombie, une crypte pirate et une salle médiévale. Cette dernière comporte un trône de fer façonné épée par épée qui pèse 200 kg estrade comprise.[réf. nécessaire]

## Lieu de tournage
Le décor du Dernier Bar avant la Fin du Monde sert régulièrement pour des tournages :
- La Dernière Série avant la Fin du Monde ;
- Le Dézapping du Before ;
- Golden Show ;
- Émission 1d6 pour Nolife ;
- Vampires Saison 2 - Épisode 4 : un dernier verre ;
- What The Cut #35 ;
- Suricate.